# Рабенау (Саксонија)
Рабенау (њем. Rabenau) град је у њемачкој савезној држави Саксонија. Једно је од 41 општинског средишта округа Зексише Швајц-Остерцгебирге. Према процјени из 2010. у граду је живјело 4.561 становника. Посједује регионалну шифру (AGS) 14628300.

## Географски и демографски подаци
Рабенау се налази у савезној држави Саксонија у округу Зексише Швајц-Остерцгебирге. Град се налази на надморској висини од 250–420 метара. Површина општине износи 30,7 km². У самом граду је, према процјени из 2010. године, живјело 4.561 становника. Просјечна густина становништва износи 148 становника/km².